# Heermanns Kängururatte
Heermanns Kängururatte (Dipodomys heermanni) ist ein in Kalifornien verbreitetes Nagetier in der Gattung der Kängururatten. Das Typusexemplar stammt aus dem Gebirge Sierra Nevada. Der Artzusatz im wissenschaftlichen Namen ehrt Adolphus L. Heermann, der das Typusexemplar fand.

## Merkmale
Mit einer Gesamtlänge von 250 bis 313 mm, inklusive eines 160 bis 200 mm langen Schwanzes ist die Art ein mittelgroßer Gattungsvertreter. Sie hat 38 bis 46 mm lange Hinterfüße und 10 bis 17 mm lange Ohren. Typisch ist eine breite Schnauze. Im Gegensatz zur Kalifornischen Kängururatte (Dipodomys californicus) und zur Fresno-Kängururatte (Dipodomys nitratoides), die eine ähnliche Verbreitung haben, sind am Hinterfuß fünf Zehen vorhanden. Die Riesen-Kängururatte (Dipodomys ingens) ist allgemein größer als diese Art. Heermanns Kängururatte hat im Verhältnis zum Körper kleinere Ohren als die Santa-Cruz-Kängururatte (Dipodomys venustus) und die Großohr-Kängururatte (Dipodomys elephantinus). Die Färbung des Fells der Oberseite variiert zwischen rehkitzbraun mit olivgrünen und schwarzen Tönungen sowie hell-ockerfarben. Nicht alle Populationen besitzen einen dunklen Streifen auf dem Oberschenkel. Am Schwanzende ist eine Quaste vorhanden, die schwarz mit weißer Spitze oder dunkelgrau sein kann. Die Länge der Deckhaare ist je nach Population 13 bis 15 mm. Kängururatten haben eine helle bis weißliche Unterseite. Eine große Drüse auf der Rückenmitte sondert bei beiden Geschlechtern fast das ganze Jahr Sekret ab, was ungewöhnlich für Kängururatten ist. Die Zahnformel lautet I 1/1, C 0/0, P 1/1, M3/3, was 20 Zähne im Gebiss ergibt.

## Verbreitung
Die Art ist im zentralen Kalifornien verbreitet etwa von San Francisco und Sacramento bis nördlich von Los Angeles. Sie hält sich im Flach- und Hügelland bis etwa 900 Meter Höhe auf. Diese Kängururatte bewohnt Wüsten, Grasländer, offene Buschländer und Wälder. Wichtig ist Boden, der sich gut zum Graben eignet.

## Lebensweise
Die nachtaktiven Exemplare ruhen am Tage in ihrem Bau, der manchmal von einem bodenbewohnenden Hörnchen übernommen wird. Bei Regen, Nebel oder Mondlicht bleiben sie gelegentlich in ihrem Versteck, dessen Eingänge oft neben Sträuchern oder an Felsüberhängen liegen. In erdigem Boden sind die Gänge zusammen ungefähr 11 Meter lang und 15 bis 50 cm tief. Ist das Gelände sandiger, so nimmt die Anzahl der Verzweigungen ab und die Tiefe übersteigt nicht 27 cm. In felsigen Gebieten sind die Tunnel bis 3,3 Meter lang und bis zu 20 cm tief. Diese Kängururatte hinterlässt ihren Kot am Ende der Sackgassen. Sie badet gern im Staub zur Fellpflege. Bei einer Studie von 1948 wurden 2 bis 30 Exemplare pro Hektar registriert. Die Reviere überlappen sich stark. Die Nahrung besteht vorwiegend aus Pflanzensamen und grünen Pflanzenteilen, wie Sukkulenten. Bei Samen konnten z. B. Cirsium occidentale, Fingerkräuter, Kalifornischer Salbei, Ericameria ericoides und Arten der Gattung Hemizonia nachgewiesen werden. Andere Pflanzenteile zählen unter anderem zu den Gattungen Reiherschnäbel, Gutierrezia und Wacholder. Gelegentlich wird die Nahrung mit Nachtfaltern, Käfern und anderen Insekten komplettiert.
Im gleichen Territorium können sich andere Kängururatten, Seiden-Taschenmäuse, Weißfußmäuse, Erntemäuse oder Hörnchen aufhalten. Heermanns Kängururatte wird von der Westlichen Klapperschlange, der Kiefernnatter, der Schleiereule, dem Virginiauhu, dem Kojoten, dem Graufuchs, dem Kitfuchs, dem Langschwanzwiesel, dem Streifenskunk und von Hauskatzen gejagt. Werden Exemplare im Freien überrascht und kein Erdloch ist in der Nähe, legen sie sich flach und unbeweglich hin.
Die Exemplare halten keinen Winterschlaf, können jedoch längere Zeit in ihrem Bau verweilen. Ein großer Teil der Nahrung wird in den Backentaschen zum Versteck getragen. Ein Nest hat allgemein einen Bewohner. Im selben Käfig zusammengehaltene Männchen kämpften miteinander. Nur bei Labortieren wurden leise Lautäußerungen festgestellt. In der Fortpflanzungszeit von Februar bis Oktober kommen mehrere Würfe vor. Je nach Verbreitung kommen zwei bis fünf Neugeborene pro Wurf nach 30 bis 32 Tagen Trächtigkeit vor. Diese sind bis auf die Vibrissen nackt und wiegen durchschnittlich 3,7 g. Nach etwa 18 Tagen werden die ersten weißen Schneidezähne gelb und etwa zur gleichen Zeit beginnen die Nachkommen mit fester Nahrung. Nach ungefähr 26 Tagen erhalten sie keine Muttermilch mehr und ab der 4. Woche gehen sie selbstständig auf Nahrungssuche. Zeitig im Jahr geborene Weibchen können sich im selben Jahr fortpflanzen.

## Gefährdung
Für Heermanns Kängururatte sind keine Bedrohungen bekannt. In einigen Gebieten tritt die Art häufig auf. Das Verbreitungsgebiet ist mindestens 20.000 km² groß. Die IUCN listet dieses Nagetier als nicht gefährdet (least concern).